# Битка при Медина де Риосеко
Битката при Медина де Риосеко, известна също като Битката при Моклин, се състои на 14 юли 1808 г., по време на Полуостровната война, когато обединените испански части от опълчение и редовна армия, опитват да прекъснат френските снабдителни линии до Мадрид. Армията на Галисия на Хоакин Блейк и Хоя, под съвместното му командване с генерал Грегорио де ла Куеста, е отблъсната от частите на маршал Жан Батист Бесиер след лошо координирана, но упорита борба, северно от Валядолид.